# Collision aérienne de Quiberon
Vol Proteus Airlines 706
La collision aérienne de Quiberon est une collision entre deux avions, un Beechcraft 1900D assurant le vol Proteus Airlines 706 et un avion privé, qui s’est produite le 30 juillet 1998, à 13 h 58 (UTC), près de la commune de Quiberon, dans le nord-ouest de la France, provoquant la mort de 15 personnes.

## Contexte

### Proteus Airlines
La compagnie Proteus Airlines est créée en décembre 1986. Elle obtient son premier certificat de transport aérien en 1988 pour l’exploitation d’un Beech 90. En 1990, trois autres lignes sont ouvertes au départ de Dijon. 
En 1996, Air France confie à Proteus Airlines l’exploitation de lignes nationales et internationales avec deux Dornier 328. Une ligne Lyon-Lorient est ouverte pour Beech 1900. 
En 1997, Proteus Airlines regroupe l’ensemble de ses activités opérationnelles et techniques à Satolas et crée une direction des opérations aériennes afin d’encadrer les services d’exploitation. 
De février 1997 à juillet 1998, le nombre de vols quotidiens s’accroît, passant de 14 à plus de 120. Le 10 juin 1997, la restructuration de la DAC Centre-Est entraîne cet organisme à faire un audit de la compagnie, qui donne un résultat satisfaisant. 
Le 30 juillet 1998, jour de l’accident, la compagnie exploite 4 Beech 1900 C, 9 Beech 1900 D, et 5 Dornier 328. Elle a le certificat de transporteur aérien n°F-CE 023 délivré par la DAC Centre-Est le 30 juin 1998, ainsi qu’une licence d’exploitation accordée par la DGAC le 29 mars 1996.

### Les avions

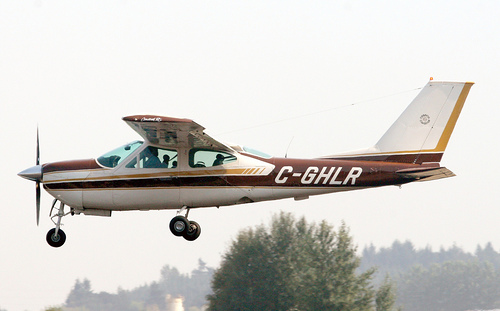
Un Cessna 177, similaire à celui impliqué dans l'accident.

L’appareil le plus gros est un Beechcraft 1900D, immatriculé F-GSJM, appartenant à la compagnie Proteus Airlines, mis en service le 8 novembre 1996. L’autre avion est un Cessna 177 immatriculé F-GAJE.

### Passagers
L’avion de Proteus Airlines emportait 12 passagers, ainsi que 2 membres d’équipage. Le Cessna ne transportait que son pilote.
Liste des passagers du vol 706 :
- Aune et David Pourret (21 et 25 ans)
- Aude Camus Ct. et Louis Charbaud (28 ans et 16 mois)
- Bruno Maciejewski (30 ans)
- Do, Maddy et Léo Mounier (37 ans, 7 ans et 17 mois)
- Jean-François Damecour (42 ans)
- Quentin Seminet (13 ans)
- Richard Moritz (60 ans)
- Vincent Boothuillon (46 ans)

## Déroulement des vols
Le vol 706 de Proteus Airlines, qui assure une liaison régulière de Lyon à l’aéroport de Lorient Lann-Bihoué, décolle le 30 juillet 1998 à 12 h 21 (UTC) de l’aéroport de Lyon-Satolas. Le déroutement de l’appareil vers le paquebot Norway est demandé par un passager à 13 h 34. L’enregistrement du CVR permet de savoir que les pilotes sont excités et peu concentrés sur leur travail. 
À 13 h 41, l’équipage demande alors au contrôle aérien de Brest la permission de descendre, ainsi que de se dérouter pour voir le Norway. La demande de déroutement est ensuite réitérée à 13 h 49. Au même moment, le Cessna décolle de l’aérodrome de Vannes. 
À 13 h 53, l’équipage décide de décrire un cercle autour du paquebot. Il décide d’abord de descendre à 2 500 pieds, puis prend la décision d’aller à 2 000 pieds. Vers 13 h 56, le Cessna contacte le service d’information de vol de l’aérodrome de Quiberon, pour lui dire qu’il passe de 3 000 à 1 500 pieds. 
À 13 h 57, le vol 706 annonce au contrôleur de Lorient qu’il arrive en fin de son 360° autour du navire. À 13 h 58, alors que le Beech 1900 termine son 360°, les deux appareils se heurtent presque à angle droit, à une altitude de 2 000 pieds. La violence de l'impact disloque les deux appareils en vol, qui sont immédiatement tombés dans les eaux de la baie, tuant les 14 passagers et membres d'équipage à bord du Beech 1900, ainsi que le seul occupant du Cessna.

## Conséquences

### Suites judiciaires
Début 1999, une expertise est remise au juge d’instruction de Lorient, qui conclut que Proteus Airlines remplissait les conditions de sérieux pour une compagnie de cette taille. Le 9 août 1999, le BEA publie son rapport. En mars 2000, le juge d’instruction de Lorient met en examen sept cadres dirigeants de la compagnie aérienne, dont le PDG. 
Le 31 décembre 2001, le procès aboutit à un non-lieu en faveur des accusés, le juge considérant que les pilotes sont seuls responsables de la collision. La responsabilité des pilotes ne fait pas de doute, tant leur manque de concentration est patent, de plus ils volent à vue, sans radar ou système TCAS qui aurait permis de détecter le Cessna, à condition que celui-ci ait son transpondeur actif. 
Par ailleurs, le passage d'un vol IFR en VFR pour accéder à la demande d'un passager a sans doute contribué à un relâchement encore plus important de la vigilance dans une zone où un trafic important était possible (proximité d'aérodromes, présence d'un paquebot). A cet égard, le rapport du BEA préconise dans son rapport d'interdire d'annuler un plan de vol IFR sauf cas de nécessité (§2.4 et 4.2).

### Responsabilités
En plus de celle des pilotes, la responsabilité de la compagnie est mise en avant par les familles des victimes, car elle a fourni le manuel d’exploitation de l’appareil avec deux mois de retard (soit un mois avant le crash). D’autre part, le manuel d’exploitation évoque le rôle commercial du commandant de bord. De plus, 6 pilotes de la compagnie ignoraient que le vol à vue était prohibé, et l’avion ne comportait pas assez de membres d’équipage (2 au lieu de 3). 
Le pilote du Cessna, pilote de ligne à la retraite, pilotait avec le soleil de face, et ne pouvait donc repérer le Beech 1900 D. De plus, il n’avait pas mis son transpondeur en marche, empêchant que le contrôle puisse le repérer (ce qui aurait permis au contrôle de prévenir la collision). La fréquence « club » par défaut (123,500 Mhz) n'était pas écoutée, alors qu'elle est recommandée en cas de convergence très probable d'aéronefs en une zone donnée, à défaut de fréquence officielle.

### Médias
L'accident a fait l'objet d'un épisode dans la série télé Air Crash nommé « Détour mortel » (saison 16 - épisode 5).